# ドランク塚地のふらっと立ち食いそば
『ドランク塚地のふらっと立ち食いそば』（どらんくつかじのふらっとたちぐいそば）は、BS日テレで放送されている番組である。塚地武雅（ドランクドラゴン）の冠番組である。

## 概要
ドランクドラゴン塚地が日本全国の立ち食いそば屋をめぐる番組。
元々はBS日テレで放送されていたバラエティ番組「旅する水曜日」の同枠で展開された番組の1つで、レギュラー番組化した。
番組放送後、TVerで無料で視聴できる。

## 出演者
- 塚地武雅（ドランクドラゴン）
- ナレーション - 柳家喬太郎

## 放送局
| 放送対象地域 | 放送局   | 系列           | 放送期間        | 放送時間           | 備考       |
| ------------ | -------- | -------------- | --------------- | ------------------ | ---------- |
| 全国放送     | BS日テレ | BSデジタル放送 | 2023年4月3日 -  | 月曜 22:00 - 22:30 | 制作局     |
| 秋田県       | 秋田放送 | 日本テレビ系列 | 2025年7月18日 - | 金曜 10:55 - 11:25 | 遅れネット |

## スタッフ
- 構成：村上知行
- カメラ：久村誠次、中田浩司
- 編集：篠谷優
- MA：坪野有馬
- 音効：引地康文、小松由佳
- 技術協力：all Be staff、e-naスタジオ
- 制作デスク：石川智子
- 宣伝：楢󠄀崎慶直
- CG：グレートインターナショナル
- ディレクター：和田幸正、森義久
- プロデューサー：小池将大、富原宗祐
- 制作協力：東京ビデオセンター
- 製作著作：BS日本

### 過去のスタッフ
- MA：橋本光平
- ディレクター：中野龍一

## 関連書籍
- 「ドランク塚地のふらっと立ち食いそば」オフィシャルブック (TVガイドMOOK) （2024年12月10日、東京ニュース通信社）ISBN 978-4-86701936-8